# Art Bears
Art Bears — британская авангардная рок-группа, образованная после распада группы Henry Cow в 1978 году тремя её участниками: перкуссионистом и автором текстов Крисом Катлером, мультиинструменталистом Фредом Фритом и вокалисткой Дагмар Краузе. С 1978 по 1981 год группа выпустила три студийных альбома, в 1979 году совершила концертный тур по Европе.

## Участники
- Chris Cutler — drums, percussion, noise
- Fred Frith — guitars, violin, viola, harmonium, xylophone, piano, bass guitar
- Dagmar Krause — voice

## Дискография
- Hopes and Fears, 1978
- Winter Songs, 1979
- The World as It Is Today, 1981
- The Art Box, 2003
- Art Bears Revisited, 2004